# Тас, Сандрин
Сандрин Тас (нидерл. Sandrine Tas; род.7 сентября, 1995 года) — бельгийская конькобежка и роликобежка, 17 - кратный чемпион Европы, 2- кратная Чемпионка мира, чемпионка Всемирных игр, 3 - кратный победитель Берлинского марафона в роликобежном спорте.

## Биография

### Роликобежный спорт
Сандрин Тас начала свою карьеру на роликовых коньках в возрасте 4-х лет в Остенде. Она последовала за двумя старшими братьями Семеном и Квинтеном, которые также катались на роликах в клубе "ZRC Zandvoorde", недалеко от их дома. Тас завоевала в этом виде спорта множество титулов и наград, в том числе выиграла несколько национальных чемпионатов и завоевала индивидуальную бронзу на своем первом чемпионате Европы в 13-летнем возрасте. Её результатом стали четыре золотые медали на юниорском чемпионате мира в аргентинском Росарио.
В 2015 году она стала чемпионкой мира в беге на 1000 метров и марафоне (катание на роликовых коньках). В 2015, 2019 и 2021 годах она выиграла Берлинский марафон, а также шесть медалей на Всемирных играх в Польше.. Выиграв 17 титулов чемпионата Европы с 2015 по 2019 год она привлекла внимание тренеров по конькобежному спорту, которые увидели в ней потенциал преуспеть в этим виде спорта. Сандрин стала тренироваться на льду Тиалфа в Херенвене и за короткий срок быстро стала одной из лучших конькобежек Бельгии.

### Конькобежный спорт
Уже в свой первый полноценный сезон 2019/20 Тас, выступая за команду "LBSG"
дебютировала на Кубке мира в дивизионе "В" и на чемпионате Европы в Херенвене, где заняла с подругами 5-е место в командной гонке преследования. В 2021 году она участвовала впервые на чемпионате мира на отдельных дистанциях в Херенвене и стала 9-й в полуфинале масс-старта. Ещё через год заняла 15-е место в забеге на 500 метров на чемпионате Европы в Херенвене.
В феврале на своих первых зимних Олимпийских играх в Пекине Тас заняла в забеге на 500 м и 1000 м 28-е место, на 1500 м - 29-е и в масс-старте - 24-е место. В сезоне 2022/23 на Кубке мира в дивизионе "В" она впервые стала первой на дистанции 1500 м с результатом 1:58,09 сек. В марте 2023 года на чемпионате мира на отдельных дистанциях в Херенвене Сандрин Тас поднялась на 6-е место в масс-старте. 
В сезоне 2023/24 Тас заняла 5-е место в масс-старте на чемпионате Европы в Херенвене, а на этапе Кубка мира в канадском Квебеке впервые выиграла золото в том же масс-старте. Следом на чемпионате мира на отдельных дистанциях в Калгари заняла 9-е место в масс-старте, 22-е место в забеге на 1500 м и 20-е на 3000 м. В марте 2024 года на чемпионате мира в классическом многоборье в Инцелле Сандрин стала 14-й в общем зачёте многоборья.

### Велоспорт
Сандрин Тас с 2021 года активно стала выступать в шоссейном велоспорте. С 2022 года выступала за Львовскую команду, а с 2024 года за бельгийскую команду "Belco". На данный момент на чемпионате Бельгии заняла лучшее 13-е место.

## Личная жизнь
Сандрин Тас до 17 лет посещала музыкальную консерваторию по классу саксофона. Летом 2021 года получила степень магистра наук в области биологической инженерии (наука о продуктах питания) в Университете Гента. Владеет голландским, английским и немного французским языками. 